# Захарово (платформа Белорусского направления)
Заха́рово — остановочный пункт на линии Голицыно — Звенигород в Одинцовском районе Московской области.

## История
До 1999 года называлась Школьная по расположенному вблизи шоссе на Звенигород деревянному зданию начальной школы. В 1999 году платформа получила название Захарово, по находящейся поблизости усадьбе, связанной с именем А. С. Пушкина.

## Современное состояние
Состоит из одной высокой боковой платформы, используемой для движения в обоих направлениях. У платформы расположено здание билетной кассы. Платформа и касса расположены с западной стороны от пути, не оборудована турникетами. Относится к 6-й тарифной зоне.
Также Захарово существует на горьковском направлении, причём до 2019 года с Курского вокзала можно было уехать как до одной, так и до другой платформы Захарово.